# Colin Wood
Colin Arthur Wood (* 15. Juni 1943 in Camberwell) ist ein britischer Jazz- und Studiomusiker (Piano, Orgel, Flöte).
Wood verbrachte seine Kindheit ab 1959 in Wells, Somerset. Er lernte auf dem Klavier gegen den Widerstand seiner Umgebung ein wenig Boogie und Jazz und spielte bereits als Schüler in lokalen Bands. Zwischen 1962 und 1965 studierte er an der Durham University Mathematik, war aber auch in Studentenbands aktiv. Nach dem Studium zog er 1966 wieder nach London, wo er mit Bill Niles Delta Jazz Band spielte und mit Whistling Jack Smith auf Tournee ging, bevor er 1968 zu Monty Sunshine wechselte. Daneben war er als Studiomusiker aktiv und spielte für die The Yardbirds ebenso wie für Cat Stevens,  Kevin Coynes Siren oder für Uriah Heep (…very ’eavy …very ’umble). Nach einem Engagement auf einem Kreuzfahrt-Schiff mit der Band von Bill Nile gab er 1969 zunächst die Musik auf, um als Mathematik-Lehrer tätig zu sein. Im September 1977 schloss er sich dann Acker Bilk an, in dessen Bands er mehr als dreißig Jahre tätig war. Gelegentlich arbeitete er auch mit Wild Bill Davison, George Masso, Billy Butterfield, Kenny Davern, Ken Peplowski sowie mit Musikern aus dem Lager des britischen Modern Jazz wie Ray Warleigh, Lol Coxhill, Jim Mullen, Henry Lowther oder Dick Morrissey. Weiterhin ist er Mitglied der Pete Allen Jazz Band.
Wood ist nicht mit dem gleichnamigen Cellisten der freien Improvisationsmusik zu verwechseln.

## Diskographische Hinweise
- Chris Barber / Kenny Ball / Acker Bilk The Ultimate (1988)
- Acker Bilk & his Paramount Jazz Band As Time Goes By (2004)

## Lexigraphische Einträge
- John Chilton: Who's Who of British Jazz London: Continuum 2004; ISBN 0-8264-7234-6  (2. Aufl.)